# Funkcionális mágneses rezonancia spektroszkópia
Az agy funkcionális mágneses rezonancia spektroszkópiája (fMRS) során mágnesesrezonancia-képalkotást (MRI) használnak a működő agyban történő anyagcsere-folyamatok tanulmányozására. Az fMRS eljárással nyert adatok nem olyan képet mutatnak, mint amilyeneket egy MRI készülék segítségével nyerhetünk, hanem sokkal inkább egyfajta rezonanciaspektrumot szemléltetnek. A spektrum csúcsok alatti területei az anyagcseretermékek relatív koncentrációját mutatják.
Az fMRS azonos elveken alapul, mint a mágneses rezonancia spektroszkópia (MRS). Azonban, míg a hagyományos MRS egy agyi területen az anyagcsere egy spektrumát képes megfigyelni, az fMRS célja az agy működése közben több spektrumot detektálni, és azonosítani az anyagcsere-folyamatok dinamikáját. Éppen ezért, ezt a képalkotó eljárást dinamikus MRS-nek, eseményhez kötött MRS-nek, illetve idői felbontásos MRS-nek is nevezik. Az fMRS egy másik változata a funkcionális diffúzió-súlyozású spektroszkópia (fDWS), amely az agyi anyagcsere diffúziós tulajdonságainak azonosítására szolgál agyi aktiváció közben.
Ellentétben az MRS-sel, amelyet gyakran használnak a klinikai gyakorlatban, az fMRS-t elsősorban a kutatásban alkalmazzák, továbbra is klinikai kontextusban, például az anyagcsere-folyamatok tanulmányozása érdekében olyan betegeknél, akik epilepsziában, migrénben, illetve diszlexiában szenvednek, továbbá az egészséges agy tanulmányozása céljából. Az fMRS alkalmas a test többi pontján is kimutatni a végbemenő anyagcsere-folyamatokat, például az izmokban és a szívben, azonban a leggyakrabban az agyi folyamatok tanulmányozására használják.
Az fMRS vizsgálatok fő célja hozzájárulni az agyban folyó energia-anyagcsere megértéséhez, továbbá fontos a technika tesztelése és fejlesztése az fMRS kutatások érvényességének és megbízhatóságának biztosítása és javítása érdekében.

## Alapelvek

### Tanulmányozott atommagok
Az MRS-hez hasonlóan fMRS segítségével is vizsgálhatóak különböző atommagok, például a hidrogén (1H) vagy a szén (13C). A 1H atom a legérzékenyebb és ezt használják a leggyakrabban az anyagcseretermékek koncentrációjának mérésére és a koncentrációs folyamatok azonosítására. A 13C molekula az anyagcsere áramlás és áramlási útvonalak feltérképezésére a legalkalmasabb. A 13C természetes előfordulási aránya az agyban 1% körül alakul, ezért a 13C izotópot fMRS vizsgálatok során infúzió vagy tabletta útján juttatják a szervezetbe. A szakirodalomban a 13C fMRS-t gyakran említik funkcionális 13C MRS-nek vagy csak egyszerűen 13C MRS-nek.

### Spektrális és időbeli felbontás
Egy MRS vizsgálat során egyetlen spektrum képezi a vizsgálat tárgyát, amelyet több spektrum átlagolásából nyernek hosszú adatgyűjtés során. Az átlagolás a komplex spektrális struktúrák és a relatíve alacsony anyagcseretermék-koncentráció miatt szükséges, melyek alacsony jel-zaj arányt eredményeznek.
Az fMRS abban tér el az MRS-től, hogy egy spektrum helyett több spektrumot mutat a különböző időpontokban beszerzett adat alapján. Ezért az időbeli felbontás nagyon fontos és a szkennelési idő elég rövid kell legyen ahhoz, hogy az anyagcseretermék-koncentráció dinamikus változását megfelelően kimutassa.
Az időbeli felbontás szükségességének és a megfelelő jel-zaj arány biztosítása végett az fMRS-nek nagy mágneses térerősségre van szüksége (1,5 T vagy afölötti érték). A nagy mágneses térerőnek megvan az az előnye, hogy javul a jel-zaj arány és a spektrális felbontás egyaránt, amely több anyagcseretermék azonosítását és az anyagcseretermékek dinamikájának jobb megfigyelését teszi lehetővé.
Az fMRS technika folyamatosan fejlődik, ahogy egyre erősebb mágnesek válnak elérhetővé, és egyre jobb adatgyűjtési módszereket fedeznek fel, ezáltal a spektrális és időbeli felbontás is jobbá válik. Egy 7 Tesla erősségű mágneses szkennerrel lehetőség adódik 18 különböző anyagcseretermék azonosítására a 1H spektrumban, amely egy jelentős előrelépést jelent a kisebb térerejű mágnesekhez képest. Az első fMRS tanulmányok 7 perces időbeli felbontásához képest mára már 5 másodpercre csökkent az időbeli felbontás.

### Spektroszkópiai technika
Az fMRS, a kutatás céljától függően használható egy-voxel vagy multi-voxel alapú spektroszkópiai technikaként. 
Az egy-voxel alapú fMRS esetében a megfigyelés területének (VOI – volume of interest) fMRI-vel (funkcionális mágneses rezonancia képalkotás) történő kiválasztás után történik, mivel ennek segítségével lokalizálható a feladat során aktiválódott agyterület. Az egy-voxel alapú spektroszkópia rövidebb mérési időt igényel, ezért alkalmasabb fMRS vizsgálatok során, ahol magas idői felbontás szükségeltetik és ahol már a megfigyelni kívánt terület kiválasztásra került.  
A multi-voxeles spektroszkópia egy voxel-csoportról szolgáltat információt és a kapott adatok 2D és 3D-s képeken is megjeleníthetőek, azonban hosszabb mérési időt igényel, ebből kifolyólag pedig az idői felbontás csökken. Multi-voxel alapú spektroszkópiát akkor végzünk, amikor a megfigyelni kívánt területet nem ismerjük vagy az a célunk, hogy az anyagcsere-folyamatok dinamikáját egy kiterjedtebb agyterületen figyeljük meg.

## Előnyei és korlátai
Az fMRS-nek számos előnye van más funkcionális képalkotó eljárásokkal és az agyban folyó biokémiai folyamatokat vizsgáló eljárásokkal szemben. A push-pull perfúzióval, a mikrodialízissel és a voltammetriával ellentétben az fMRS egy non-invazív módszer amelyet  az aktívan működő agyban folyó biokémiai folyamatok tanulmányozására használunk. Ez anélkül történik, hogy a személyeket radioaktív sugárzásnak tennék ki, ahogy az a pozitronemissziós tomográfia (PET) és az egy-fotonos emissziós komputer tomográfia (SPECT) esetében történik. Az fMRS sokkal közvetlenebb módon képes mérni az agy aktivációja során a sejtközi folyamatokat, mint az fMRI BOLD jele vagy a PET, amely a hemodinamikai válaszokra támaszkodik, és csak globális idegi energiafelhasználást mutat ki. Ezzel szemben az fMRS azokról a mögöttes anyagcsere-folyamatokról is információt szolgáltat, amelyek az agyi aktivitás közben zajlanak.

Azonban az fMRS nagyon kifinomult adatgyűjtést, megfelelő kvantifikációs módszereket és az eredmények helyes értelmezését kívánja. Ez az egyik fő oka annak, hogy a múltban kevesebb figyelmet kapott, mint a többi mágneses rezonancián alapuló technika. Azonban az erősebb mágnesek elérhetővé válásra, a fejlettebb adatgyűjtési módszerek és a kvantifikációs módszerek fejlődése miatt egyre népszerűbbé válik az fMRS technika.
Az fMRS korlátai a jelérzékenységhez és ahhoz a tényhez köthetőek, hogy sok olyan anyagcseretermék, amelyek az érdeklődés tárgyát képeznék, nem azonosítható a ma használatos fMRS technikák segítségével.
A korlátozott téri és idői felbontás miatt az fMRS nem tud információt biztosítani a különböző sejttípusok anyagcseretermékeiről, például nem tudni, hogy agyi aktiváció során a laktátot az idegsejtek vagy az asztrociták hasznosítják. A legkisebb téri egység, amelyet fMRS segítségével vizsgálni lehet, 1 cm³, amely túl nagy a különböző sejttípusokban történő anyagcsere-folyamatok azonosításához. Ezen hátrány kiküszöbölése érdekében különböző matematikai és kinetikai modellezést alkalmaznak a kutatók.
Sok agyterület nem alkalmas fMRS általi tanulmányozásra, mert túl kicsi (mint például a kis agytörzsben levő magok) vagy túl közel van a csontszövethez, a liquorhoz vagy az extrakraniális lipidekhez, amelyek inhomogenitást okoznak a voxelekben és szennyezhetik a spektrumot. Ennek elkerülése érdekében a megfigyelt területet általában a vizuális kéregből választják, mert ez a terület könnyen stimulálható, nagymértékű energia-anyagcserével (metabolizmussal) rendelkezik és jó MRS jelet produkál.

## Alkalmazása
Ellentétben az MRS-sel, amelyet gyakran használnak a klinikai gyakorlatban, a fMRS-t elsősorban a kutatásban alkalmazzák, továbbra is klinikai kontextusban, például az anyagcsere-folyamatok tanulmányozása érdekében olyan betegeknél, akik epilepsziában, migrénben, illetve diszlexiában szenvednek, továbbá az egészséges agy tanulmányozására is alkalmazzák. Az fMRS alkalmas a test többi pontján is kimutani a végbemenő anyagcsere-folyamatokat, például az izmokban és a szívben, azonban gyakrabban használatos az agyi folyamatok tanulmányozására.
Az fMRS vizsgálatok fő célja hozzájárulni az agyban folyó energia-anyagcsere megértéséhez, továbbá fontos a technika tesztelése és fejlesztése az fMRS kutatások érvényességének és megbízhatóságának biztosítása és javítása érdekében.

### Az agy energia-anyagcseréjének tanulmányozása
Az fMRS-t, mint az MRS kiterjesztését fedezték fel a korai 1990-es években. A módszer kutatásban való alkalmazhatósága akkor vált nyilvánvalóvá, amikor PET tanulmányok meggyőző bizonyítékot szolgáltattak arra, hogy a hosszú távú vizuális ingerlés hatására különbség adódik az oxigén és a glükóz felhasználását illetően az agyban. A 1H fMRS kutatások a laktát kiemelkedő szerepét mutatták ki ebben a folyamatban és nagymértékben hozzájárultak agyi energia-anyagcseréjével kapcsolatos kutatási eredmények bővítéséhez. Ez igazolta a feltevést, miszerint megnövekszik a laktátszint a hosszú távú vizuális stimuláció közben, és az eredmények általánosíthatóságát is lehetővé tette a vizuális stimulációkra vonatkozólag, más típusú ingerekkel szemben (pl. auditoros stimulációval szemben, motoros feladatokkal és kognitív feladatokkal szemben).
A 1H fMRS mérések hasznosnak bizonyultak a konszenzus elérés érdekében, miszerint a laktátszint növekszik az intenzív agyi aktivitás első néhány percében. Azonban nincs konzisztens eredmény arra vonatkozólag, hogy milyen mértékben növekszik a laktátszint, továbbá a laktát agyi energia-anyagcsere folyamatokban játszott szerepére vonatkozó kérdés is megválaszolatlan, ezért a téma további kutatást igényel.
A 13C MRS az fMRS egy speciális típusa, amely különösen alkalmas különböző neurofiziológiai fluxusok azonosítására, aminek segítségével vizsgálhatóvá válik az anyagcseretermékek aktivitása az egészséges és beteg agyban egyaránt (pl. tumor esetében). Ezen folyamatok közé tartozik a TCA ciklus, a glutamát-glutamin ciklus, a glükóz- és oxigénfogyasztás. A 13C MRS olyan részletes információt szolgáltat a glükóz dinamikájáról, amilyet nem kaphatnánk 1 H fMRS esetében.
A 13C MRS létfontosságú volt abból a szempontból, hogy segítségével megállapították, hogy az éber, stimulálatlan (nyugalomban levő) agy az energiája 70-80%-át a glükóz oxidációjára fordítja, hogy kapcsolatot biztosítson a kérgi hálózatok között, amiről feltételezhető, hogy a tudatosságért felelős. Ez az eredmény hatással volt az fMRI vizsgálatok által kapott BOLD jel értelmezésére. FMRI vizsgálatok során ezt a kiindulási aktivitást rendszerint figyelmen kívül hagyják és a feladatra adott választ az alapaktivitástól függetlenül értelmezik. A 13C MRS vizsgálatok rámutattak arra, hogy ez a megközelítés félrevezető lehet és teljes mértékben figyelmen kívül hagyja a feladat által kiváltott agyi aktivitást.
A 13C MRS kutatások a PET és fMRI eredményeire alapozó tanulmányokkal együtt egy olyan modellt alkotnak, amely magyarázatot nyújt az agy nyugalmi aktivitásának funkciójára, amelyet az agy alaphálózatának is nevezünk (DMN, default mode network).
A 13C MRS egy másik előnye, hogy egyedülálló eszközként szolgál az anyagcsere-folyamatok időbeli lefolyásának meghatározására, illetve a TCA és a glutamát-glutamin ciklusok váltakozásának mérésére. Mint ilyen, fontosnak bizonyult az öregedés vizsgálatok során azáltal, hogy felfedte, hogy az életkor előrehaladtával a mitokondriális anyagcsere csökkent működést mutat, amely magyarázhatja a kognitív és a szenzoros folyamatok hanyatlását.

### Víz-rezonancia vizsgálatok
Általában, a 1H fMRS vizsgálatok során a vízjelet elnyomják annak érdekében, hogy lehetővé váljon az anyagcseretermékek detektálása a víz alacsonyabb koncentrációja mellett. Abban az esetben, ha a vízjelet nem nyomják el, ez használható a T2* relaxációs idejének a megállapítására kérgi aktivációnál.
Ez a megközelítés a BOLD fMRI módszer egy lehetséges alternatívájaként merült fel, annak érdekében, hogy lehetővé váljon a fotikus aktivációra adott válasz, illetve az ujjdobolás által kiváltott motoros aktivitás és a beszédfeldolgozás során a nyelvi területeken keletkező agyi aktivitás detektálása. Egy újabb lehetséges módszerként megjelent az fSVPS (funkcionális valós idejű egy-voxel alapú proton spektroszkópia) a valós idejű neurofeedback kutatások technikájaként, amelyek 7 Tesla, vagy afeletti mágneses mezőben zajlottak. Ennek a megközelítésnek számos lehetséges előnye lehet a BOLD fMRI-hez képest.

### Migrén és a fájdalom tanulmányok
Az fMRS egy a migrén és fájdalom kutatások során használt módszer. Az eljárás alátámasztotta a mitokondrium diszfunkció hipotézist az aurás migrénnel diagnosztizált betegeknél. Az fMRS-nek az agyban zajló kémiai folyamatok mérésére való képessége jelentősnek bizonyult annak megerősítésében, hogy a repetitív fotikus stimuláció az aurás migrénes betegeknél a vizuális kéregben a laktát szint nagymértékű növekedését, illetve a N-acetilaszpartát nagymértékű csökkenését okozza, az aura nélküli migrénben szenvedő, illetve az egészséges személyeknél tapasztaltakhoz képest.
A fájdalomkutatások során az fMRS kiegészítő módszerként szolgál az fMRI és a PET technikák mellett. Habár az fMRI és a PET vizsgálatok során folyamatosan zajlik a fájdalmas ingert feldolgozó területek lokalizálása az agyban, ezek a módszerek mégsem tudnak direkt információkkal szolgálni a fájdalom feldolgozás során zajló anyagcsere-folyamatok változásáról, amelyek segíthetnék a fájdalompercepció mögött meghúzódó fiziológiai folyamatok megértését, illetve az újabb kezelések kidolgozását. Az fMRS azonban meghaladva ezt a korlátot, képes a fájdalom indukálta (pl. hideg nyomás, meleg, fogfájás) neurotranszmitter szint változások tanulmányozására az anterior cinguláris kéregben, az anterior inzuláris kéregben, valamint a bal oldali inzuláris kéregben. Ezek az fMRS tanulmányok értékesek, mert rámutattak arra, hogy a vizsgált agyterületeken az egyes Glx összetevők (glutamát, GABA, glutamin) szintje nő a fájdalomingerek hatására.

### Kognitív tanulmányok
A kognitív tanulmányok során a legtöbb adat a kognitív feladatok végzése közben fellépő idegi aktivitások detekciójából származik. Bár az fMRS ilyen célú felhasználása még kísérleti szakaszban van, de a technika fejlődésével egyre gyakrabban alkalmazott eszközzé válik. Az alábbi táblázatban láthatóak az egyes kognitív feladatok során alkalmazott fMRS vizsgálatok eredményei.
| Kognitív feladat                                       | Agyi régió                                     | Főbb eredmények |
| ------------------------------------------------------ | ---------------------------------------------- | --- |
| Néma szógenerálási feladat                             | Bal inferior frontális tekervény               | Éber fiatal résztvevők esetében megnövekedett laktátszintet tapasztaltak, azonban a túl sok időt ébren töltött fiatalok és az idős résztvevők esetében ilyen eredmény nem adódott. Ez pedig arra utal, hogy az öregedés, illetve a túl hosszas ébrenlét zavart okoz az agy energia-anyagcseréjében és a frontális kéregben egyaránt. |
| Motoros szekvenciatanulási feladat                     | Kontralaterális elsődleges szenzomotoros kéreg | A feladat végzése során tapasztalható csökkent GABA szint arra utal, hogy a feladat kódolásával egy időben lép fel a GABA moduláció. |
| Hosszú időtartamú mintaillesztési munkamemória feladat | Bal dorzolaterális prefrontális kéreg          | A munkamemória feladat első szakaszában megnövekedett a GABA szint, majd a későbbi három szakasz során fokozatos csökkenést mutatott. Az idő előrehaladtával bekövetkező GABA szint csökkenés korrelált a feladat nehézségével és a reakcióidővel. |
| Elvont és valós tárgyak bemutatása                     | Laterális occipitális kéreg                    | Az absztrakt tárgyak bemutatása során megnövekedett glutamátszintet tapasztaltak, szemben azzal, amikor valós tárgyakat mutattak be a résztvevőknek. A kutatás során az fMRS mellett EEG-t is használtak, ennek eredményeképp pozitív korrelációt tapasztaltak a gamma-hullám és a glutamátszint változása között. |
| Stroop teszt                                           | Anterior cinguláris kéreg (ACC)                | A kutatás során a foszfokreatin molekula áramlását vizsgálták 12 másodperces idői felbontással. Azért választották a Stroop tesztet, mert a korábbi tanulmányok az anterior cinguláris kéreg aktivitását tapasztalták ezen feladat végrehajtása közben. A tanulmány egyik fő eredménye az volt, hogy bebizonyosodott, hogy fMRS segítségével megfelelően vizsgálható az anterior cinguláris kéreg egy kognitív feladat végrehajtása közben. |